# Dernancourt
Dernancourt település Franciaországban, Somme megyében. Lakosainak száma 519 fő (2022. január 1.). Dernancourt Albert, Buire-sur-l’Ancre, Méaulte, Millencourt és Ville-sur-Ancre községekkel határos.

## Népesség
A település népességének változása:
| Lakosok száma | 444  | 504  | 547  | 540  | 558  | 564  | 549  | 534  | 519  |
|               | 2013 | 2015 | 2016 | 2017 | 2018 | 2019 | 2020 | 2021 | 2022 |